# Algèbre vertex
Pour les articles homonymes, voir Algèbre (homonymie).

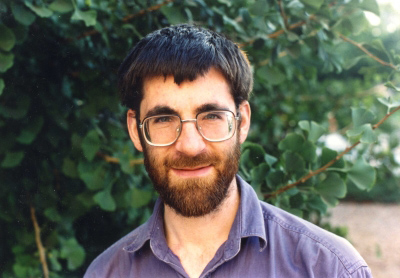
Richard Borcherds

En mathématiques, une algèbre vertex est une structure algébrique qui joue un rôle important en théorie conforme des champs et dans les domaines proches en physique. Ces structures ont aussi montré leur utilité en mathématiques dans des contextes comme l'étude du groupe Monstre et la correspondance de Langlands géométrique.
Les algèbres vertex ont été introduites par Richard Borcherds en 1986, motivées par les opérateurs vertex intervenant lors de l'insertion de champs, dans la théorie conforme des champs en dimension 2. Comme exemples importants, on peut citer les algèbres vertex associées aux réseaux, celle provenant des modules sur les algèbres de Kac-Moody, celles provenant de l'algèbre de Virasoro et enfin le module moonshine V♮ construit par Igor Frenkel, James Lepowsky et Arne Meurman en 1988. 
Les axiomes des algèbres vertex sont une version algébrique de ce que les physiciens appellent une algèbre chirale, dont la définition rigoureuse a été donnée par Alexander Beilinson et Vladimir Drinfeld.

## Définition
Une algèbre vertex est un espace vectoriel {\displaystyle V} , muni d'un élément unité {\displaystyle 1} , d'un endomorphisme {\displaystyle T} appelé opérateur de translation et d'une application (linéaire) de multiplication
{\displaystyle Y:V\otimes V\to V((z))},
qu'on écrit 
{\displaystyle (a,b)\mapsto Y(a,z)b=\sum _{n\in \mathbb {Z} }a_{n}bz^{-n-1}=a(z)b},
satisfaisant aux axiomes suivants :
1. (identité) Pour tout {\displaystyle a\in V\,},
{\displaystyle Y(1,z)a=a=az^{0}\,} et {\displaystyle Y(a,z)1\in a+zV[[z]]\,} (autrement dit, {\displaystyle a_{n}1=0} pour {\displaystyle n\geq 0} et {\displaystyle a_{-1}1=a}),
2. (translation) {\displaystyle T(1)=0}, et pour tous {\displaystyle a,b\in V\,}, 
{\displaystyle Y(a,z)Tb-TY(a,z)b={\frac {d}{dz}}Y(a,z)b},
3. (4 points) pour tous {\displaystyle a,b,c\in V\,}, il existe un élément {\displaystyle X(a,b,c;z,w)\in V[[z,w]][z^{-1},w^{-1},(z-w)^{-1}]}
tel que {\displaystyle Y(a,z)Y(b,w)c}, {\displaystyle Y(b,w)Y(a,z)c}, et {\displaystyle Y(Y(a,z-w)b,w)c} sont les expansions de {\displaystyle X(a,b,c;z,w)} dans {\displaystyle V((z))((w))}, {\displaystyle V((w))((z))}, et {\displaystyle V((w))((z-w))}, respectivement.

L'application de multiplication est souvent vue comme une correspondance entre états et champs  {\displaystyle Y:V\to {\mathcal {F}}(V)} (où {\displaystyle {\mathcal {F}}(V)} est l'ensemble des champs sur {\displaystyle V}, c'est-à-dire l'ensemble des séries {\displaystyle a(z)\in (\operatorname {End} V)[[z,z^{-1}]]}  telles que pour tout vecteur {\displaystyle b\in V} on a {\displaystyle a(z)b\in V((z))} ) associant une distribution formelle à coefficient opérateurs (un opérateur vertex) à chaque vecteur. Physiquement, la correspondance est une insertion à l'origine et {\displaystyle T} est un générateur infinitésimal des translations. L'axiome des 4 points mélange l'associativité et la commutativité, aux singularités près.
Remarque : l'axiome de translation entraîne que {\displaystyle Ta=a_{-2}1}, donc {\displaystyle T} est uniquement déterminé par {\displaystyle Y}. 
Remarque : l'axiome des 4 points peut être remplacé par l'axiome suivant appelé axiome de localité :Pour tous {\displaystyle a,b\in V} il existe {\displaystyle N\in \mathbb {N} } tel que {\displaystyle (z-w)^{N}[a(z),b(w)]=0} (où {\displaystyle [a(z),b(w)]=(a(z)b(w)-b(w)a(z)} ).

## Identités de Borcherds
Soient {\displaystyle a,b\in V}. Le calcul explicite de {\displaystyle [a(z),b(w)]=\sum _{m,n\in \mathbb {Z} }[a_{m},b_{n}]z^{-m-1}w^{-n-1}} donne les deux égalités suivantes appelées identités de Borcherds : pour tous {\displaystyle m,n\in \mathbb {Z} },
- {\displaystyle [a_{m},b_{n}]=\sum _{i\geq 0}{\binom {m}{i}}(a_{i}b)_{m+n-i}},
- {\displaystyle (a_{m}b)_{n}=\sum _{j\geq 0}(-1)^{j}{\binom {m}{j}}(a_{m-j}b_{n+j}-(-1)^{m}b_{m+n-j}a_{j})},

où {\displaystyle {\binom {m}{i}}={\frac {m(m-1)\ldots (m-i+1)}{i(i-1)\ldots 1}}}, pour tout {\displaystyle i\geq 0}.

## Algèbres vertex commutatives
Une algèbre vertex {\displaystyle V} est dite commutative si pour tout {\displaystyle a,b\in V}, les opérateurs vertex associés commutent (i.e. {\displaystyle [a(z),b(w)]=0}). En particulier cela signifie que {\displaystyle N=0} pour tous vecteurs {\displaystyle a,b\in V} dans l'axiome de localité. Une condition équivalente est {\displaystyle [a_{m},b_{n}]=0} pour tous {\displaystyle a,b\in V} et tous entiers {\displaystyle m,n\in \mathbb {Z} }.
Si {\displaystyle V} est une algèbre vertex commutative alors {\displaystyle a(z)\in \operatorname {End} V[[z]]} pour tout {\displaystyle a\in V}, c'est-à-dire {\displaystyle a_{n}=0} pour {\displaystyle n\geq 0}.

Une algèbre vertex commutative admet une structure d'algèbre différentielle (i.e. algèbre commutative unitaire munie d'une dérivation). En effet, une algèbre vertex commutative possède une structure d'algèbre commutative unitaire via le produit{\displaystyle a\cdot b=:ab:=a_{-1}b},où l'unité est {\displaystyle 1} et l'opérateur de translation {\displaystyle T} agit comme une dérivation sur {\displaystyle V} (il vérifie la relation de Leibniz) :{\displaystyle T(a\cdot b)=(Ta)\cdot b+a\cdot (Tb)}.Réciproquement toute algèbre différentielle admet une structure d'algèbre vertex commutative.

## Exemples

### Algèbres vertex universelles affines
Soit {\displaystyle ({\mathfrak {g}},[\cdot ,\cdot ])} une algèbre de Lie de dimension finie et {\displaystyle \kappa } une forme bilinéaire symétrique définie sur {\displaystyle {\mathfrak {g}}} supposée invariante (i.e. {\displaystyle \forall x,y,z\in {\mathfrak {g}},~\kappa ([x,y],z)=\kappa (x,[y,z])} ). On pose {\displaystyle {\hat {\mathfrak {g}}}:={\mathfrak {g}}[t,t^{-1}]\oplus \mathbb {C1} } l'algèbre de Kac-Moody affine associée à {\displaystyle {\mathfrak {g}}}. Soit l'espace vectoriel
{\displaystyle V^{\kappa }({\mathfrak {g}}):=U({\hat {\mathfrak {g}}})\otimes _{U({\mathfrak {g}}[t]\oplus \mathbb {C1} )}\mathbb {C} },
où {\displaystyle U({\hat {\mathfrak {g}}})} est l'algèbre universelle enveloppante de {\displaystyle {\hat {\mathfrak {g}}}} et où {\displaystyle \mathbb {C} } est une représentation de dimension {\displaystyle 1} de {\displaystyle {\mathfrak {g}}[t]\oplus \mathbb {C1} } sur laquelle {\displaystyle {\mathfrak {g}}[t]} agit trivialement et {\displaystyle \mathbb {1} } agit comme l'identité. 
Le théorème de Poincaré-Birkhoff-Witt, nous donne l'isomorphisme d'espaces vectoriels suivant : 
{\displaystyle V^{\kappa }({\mathfrak {g}})\simeq U({\mathfrak {g}}\otimes t^{-1}\mathbb {C} [t^{-1}])}.
Les éléments de {\displaystyle V^{\kappa }({\mathfrak {g}})} s'identifient aux éléments de {\displaystyle U({\mathfrak {g}}\otimes t^{-1}\mathbb {C} [t^{-1}])}. Pour {\displaystyle x\in {\mathfrak {g}}} et {\displaystyle n\in \mathbb {Z} }, posons {\displaystyle x_{n}:=x\otimes t^{n}=xt^{n}}. Soit {\displaystyle \{x^{i};1\leq i\leq \dim {\mathfrak {g}}\}} une base ordonnée de {\displaystyle {\mathfrak {g}}}. Alors une base de {\displaystyle V^{\kappa }({\mathfrak {g}})} est donnée par : {\displaystyle x_{n_{1}}^{i_{1}}\ldots x_{n_{m}}^{i_{m}}1}, où {\displaystyle n_{1}\leq n_{2}\leq \ldots \leq n_{m}<0} tels que si {\displaystyle n_{j}=n_{j+1}} alors {\displaystyle i_{j}\leq i_{j+1}}.
L'algèbre vertex universelle affine associée à {\displaystyle ({\mathfrak {g}},\kappa )} est l'algèbre vertex {\displaystyle (V^{\kappa }({\mathfrak {g}}),1,T,Y)} où l'opérateur translation est donné par{\displaystyle T1=0,\quad Tx_{n}=-nx_{n-1},~\quad x\in {\mathfrak {g}},\quad n\in \mathbb {Z} }, et l'opérateur vertex est défini par{\displaystyle Y(1,z)=\operatorname {Id} _{V^{\kappa }({\mathfrak {g}})},\quad Y(x_{(-1)}^{i}1,z)=x^{i}(z)={\underset {n\in \mathbb {Z} }{\sum }}x_{(n)}^{i}z^{-n-1}}  et {\displaystyle Y(x_{(n_{1})}^{i_{1}}\ldots x_{(n_{m})}^{i_{m}}1,z)={\frac {1}{(-n_{1}-1)!\ldots (-n_{m}-1)!}}:\partial _{z}^{-n_{1}-1}x^{i_{1}}(z)\ldots \partial _{z}^{-n_{m}-1}x^{i_{m}}(z):}où {\displaystyle :\partial ^{-n_{1}-1}x^{i_{1}}(z)\ldots \partial ^{-n_{m}-1}x^{i_{m}}(z):} est le produit normé ordonné.

#### Algèbre vertex d'Heisenberg
Si {\displaystyle ({\mathfrak {g}},[\cdot ,\cdot ])} est une algèbre de Lie complexe de dimension {\displaystyle 1} (i.e. {\displaystyle {\mathfrak {g}}\simeq \mathbb {C} }) et {\displaystyle \kappa } une forme bilinéaire symétrique invariante non dégénérée alors l'algèbre vertex universelle {\displaystyle V^{\kappa }({\mathfrak {g}})} est appelée algèbre vertex d'Heisenberg de {\displaystyle ({\mathfrak {g}},\kappa )}.

#### Algèbre vertex universelle affine associée àg^{\displaystyle {\hat {\mathfrak {g}}}}de niveauk{\displaystyle k}
Si {\displaystyle ({\mathfrak {g}},[\cdot ,\cdot ])} est une algèbre de Lie simple et {\displaystyle \kappa ={\frac {k}{2h^{\vee }}}\kappa _{\mathfrak {g}}} ({\displaystyle k\in \mathbb {C} }) où {\displaystyle \kappa _{\mathfrak {g}}} est la forme de Killing de {\displaystyle {\mathfrak {g}}} et {\displaystyle h^{\vee }} le dual du nombre de Coxeter. L'algèbre vertex universelle {\displaystyle V^{\kappa }({\mathfrak {g}})} est appelée l'algèbre vertex universelle affine associée à {\displaystyle {\hat {\mathfrak {g}}}} de niveau {\displaystyle k}. On la note {\displaystyle V^{k}({\mathfrak {g}})}.  

### Algèbre vertex de Virasoro
Soit {\displaystyle Vir} l'algèbre de Virasoro et soit {\displaystyle c\in \mathbb {C} }. On considère l'espace vectoriel {\displaystyle Vir_{c}=U(Vir)\otimes _{U(\mathbb {C} [[t]]\partial _{t}\otimes \mathbb {C} C)}\mathbb {C} _{c}} où {\displaystyle \mathbb {C} _{c}} est une représentation de dimension {\displaystyle 1} sur laquelle {\displaystyle C} agit par multiplication par {\displaystyle c} et {\displaystyle \mathbb {C} [[t]]\partial _{t}} agit trivialement. On peut définir une structure d'algèbre vertex sur {\displaystyle Vir_{c}} dont une base est donnée par les éléments de la forme
{\displaystyle L_{j_{1}}\ldots L_{j_{m}}1} avec {\displaystyle j_{1}\leq \ldots \leq j_{m}}. Cette algèbre vertex est appelée l'algèbre vertex de Virasoro de charge centrale {\displaystyle c}.

## Algèbre vertex conforme
Une algèbre vertex {\displaystyle V} est {\displaystyle \mathbb {Z} _{+}}-graduée si {\displaystyle V=\bigoplus _{n=0}^{\infty }V_{n}\,}et si {\displaystyle a\in V_{k}} et {\displaystyle b\in V_{m}} implique {\displaystyle a_{n}b\in V_{k+m-n-1}}.
Une algèbre vertex est dite conforme si elle est {\displaystyle \mathbb {Z} _{+}}-graduée et s'il existe un élément {\displaystyle \omega \in V_{2}} dit conforme, tel que l'opérateur vertex associé{\displaystyle Y(\omega ,z)=\sum _{n\in \mathbb {Z} }\omega _{n}{z^{-n-1}}=\sum _{n\in \mathbb {Z} }L_{n}z^{-n-2}} vérifie, pour tout {\displaystyle a\in V_{n}}, les conditions suivantes :
- {\displaystyle L_{0}a=na},
- {\displaystyle Y(L_{-1}a,z)={\frac {d}{dz}}Y(a,z)=[Y(a,z),T]\,} (autrement dit {\displaystyle L_{-1}=T}),
- {\displaystyle [L_{m},L_{n}]=(m-n)L_{m+n}+{\frac {m^{3}-m}{12}}\delta _{m+n,0}c},

où {\displaystyle c} est une constante appelée la charge centrale ou le rang de {\displaystyle V}. 
Remarque : ceci munit {\displaystyle V} d'une action de l'algèbre de Virasoro {\displaystyle Vir}.
Exemple : l'algèbre vertex de Virasoro {\displaystyle Vir_{c}} est conforme de charge centrale {\displaystyle c}. Un vecteur conforme est donné par {\displaystyle \omega =L_{-2}1.}